# Bemmel
Bemmel è una località dei Paesi Bassi situata nella municipalità di Lingewaard, nella provincia della Gheldria.